# Новоявленка (Николаевская область)
Новоявленка (укр. Новоявленка) — село в Вознесенском районе Николаевской области Украины.
Основано в 1922 году. Население по переписи 2001 года составляло 71 человек. Почтовый индекс — 55510. Телефонный код — 5159. Занимает площадь 0,193 км².

## Местный совет
55510, Николаевская обл., Вознесенский р-н, с. Ясногородка, ул. Спортивная, 17